# 雅各布津渡之围
雅各布津渡之围是穆斯林苏丹萨拉丁对基督教耶路撒冷王國国王鲍德温四世的一次胜利。这场战役发生于1179年8月，萨拉丁征服并摧毁了圣殿骑士团于约旦河上游雅各布津渡新建的一座边界堡垒。该地是戈蘭高地与加利利北部的历史通道。雅各布津渡也以其拉丁名字以及如今希伯来语名字「Ateret」而知名。许多学者相信这场胜利预示了1187年萨拉丁重新征服圣地以及耶路撒冷。

## 背景
萨拉丁，作为最著名的伊斯兰统治者之一，是埃及的苏丹。到了1174年夺取大马士革后，又成为了叙利亚苏丹。在夺取叙利亚政权后，萨拉丁发誓要以耶路撒冷为中心建立一个伊斯兰帝国。其最终目标也顺理成章地成为从十字军手中夺回圣城，朝着圣战结束迈出重要一步。然而，其计划是想在没有重大军事冲突的情况下占领圣地。
1174年，13岁的鲍德温四世在其父阿马尔里克去世后控制了王国，与萨拉丁当政是同一年。鲍德温是基督教的坚定信徒，所以是萨拉丁需要解决的最大问题。尽管鲍德温是一位富有而有势力的领袖，但是他在很小的时候就患上了麻风病。
在做了大约三年的耶路撒冷国王之后，鲍德温开始面临其第一次军事挑战。萨拉丁在约1177年入侵基督王国，以击溃十字军。尽管萨拉丁几乎比鲍德温年长20岁，也比其更为老道，但是年轻的基督教君主鲍德温没有在此压力下动摇，与十字军在11月25日的吉萨山战役中击败了穆斯林军队。一位十字军学者称其成就惊人——这是萨拉丁在遭遇狮心理查以及第三次十字军东征之前唯一一次在这种激烈的战斗中被击败。战斗结束后，萨拉丁九死一生，侥幸逃到了埃及。尽管这场胜利也给鲍德温的军队带来了很大的损失，但他在整个王国内部的形象得到了加强。事实上，一些近東的基督徒甚至开始相信这场战役的奇迹是神圣使命的标志。

## 雅各布津渡和沙斯特莱特城堡
雅各布津渡位于耶路撒冷以北约100英里的约旦河上，是阿卡到大马士革其中一条主要道路上的重要渡口。雅各布津渡也是约旦河上最为安全的渡口之一，因为其地理位置以及重要性，被基督徒巴勒斯坦和穆斯林叙利亚用作两个文明的主要交汇点。在12世纪，鲍德温和萨拉丁不断争夺雅各布津渡所处的区域。因在吉萨山（Gisard）取得了军事胜利，加上大胆的战略，鲍德温决定进军雅克布津渡，并在这片领土上建造一处要塞。国王和十字军认为，这样的防御工事可以保护耶路撒冷免遭来自北方的入侵，并可以向萨拉丁在大马士革的据点施加压力。
在1178年10月至1179年4月间，鲍德温在这里开始了其新防线——名为沙斯特莱特（Chastellet）的防御工事——第一阶段的建造。在建造进行的同时，萨拉丁充分意识到如果想要保护叙利亚与征服耶路撒冷，他就必须攻下雅各布津渡。当时他没有足够兵力来阻止这个要塞的建造，因为他的大部分部队都驻扎在叙利亚北部，镇压穆斯林的叛乱。正如一位作家所写：“萨拉丁一直不遗余力地将自己塑造成反对欧洲侵略者的伊斯兰教拥护者，尽管事实上，他生涯中的大部分都用在与……其他穆斯林的战争上。”于是苏丹转而行贿，向鲍德温提供了60,000第納爾金币，让他停止修建。鲍德温将其拒绝，萨拉丁又加码至了100,000第纳尔，但是这位基督教国王再次拒绝了他，仍旧继续建造要塞。到了1179年夏季，鲍德温的部队已经修建了一座巨大的石墙。“这个城堡有一座坚固的十米高墙——一位当代的阿拉伯人此后描述称之为‘一堵坚不可摧的石头和铁造成的壁垒’——以及一座单独的塔楼，但是这是一个仍旧在建造的工程。”

## 计划与谋略
两次贿赂皆被鲍德温拒绝后，萨拉丁将其注意力从叙利亚北部的叛乱移开，转到雅各布津渡与沙斯特莱特城堡上来。他充分意识到，任何进一步的谈判与讨价还价都是徒劳，他浪费的时间越多，鲍德温就越有时间来完成那庞大的要塞。1179年，斯特雷特堡垒动工后不久，萨拉丁召集了一大支穆斯林军队，向南进军至雅各布津渡。计划很简单：在耶路撒冷或其邻国的任何援军到达之前，围困城堡及其居民。
另一边，鲍德温正在加利利海边的行省提比里亞，从雅各布津渡出发大约要半天。如果工程遭受任何袭击，增援部队将能够相对迅速地抵达。此外，雅各布津渡的防御工事，至少完成了的部分，相对而言较为强大，很可能坚持可以坚持到围困形势得以缓解。一位十字军的作家问到的那样，“围攻实际上是一场比赛——穆斯林能否在拉丁部队到达之前攻破堡垒的防御设施？”

## 雅各布津渡之围与萨拉丁的胜利

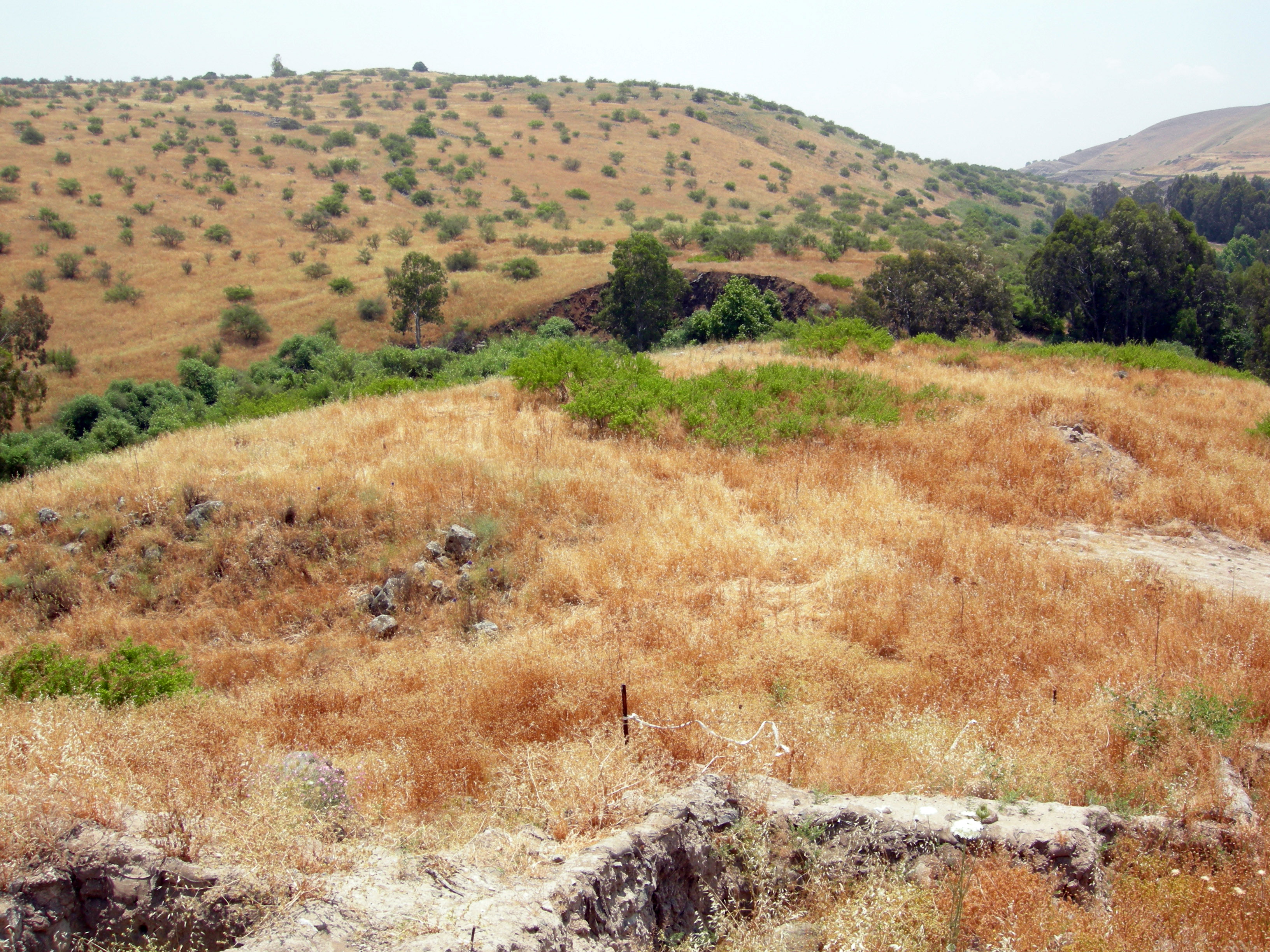
雅各布津渡战场，自要塞正门向东看过约旦河

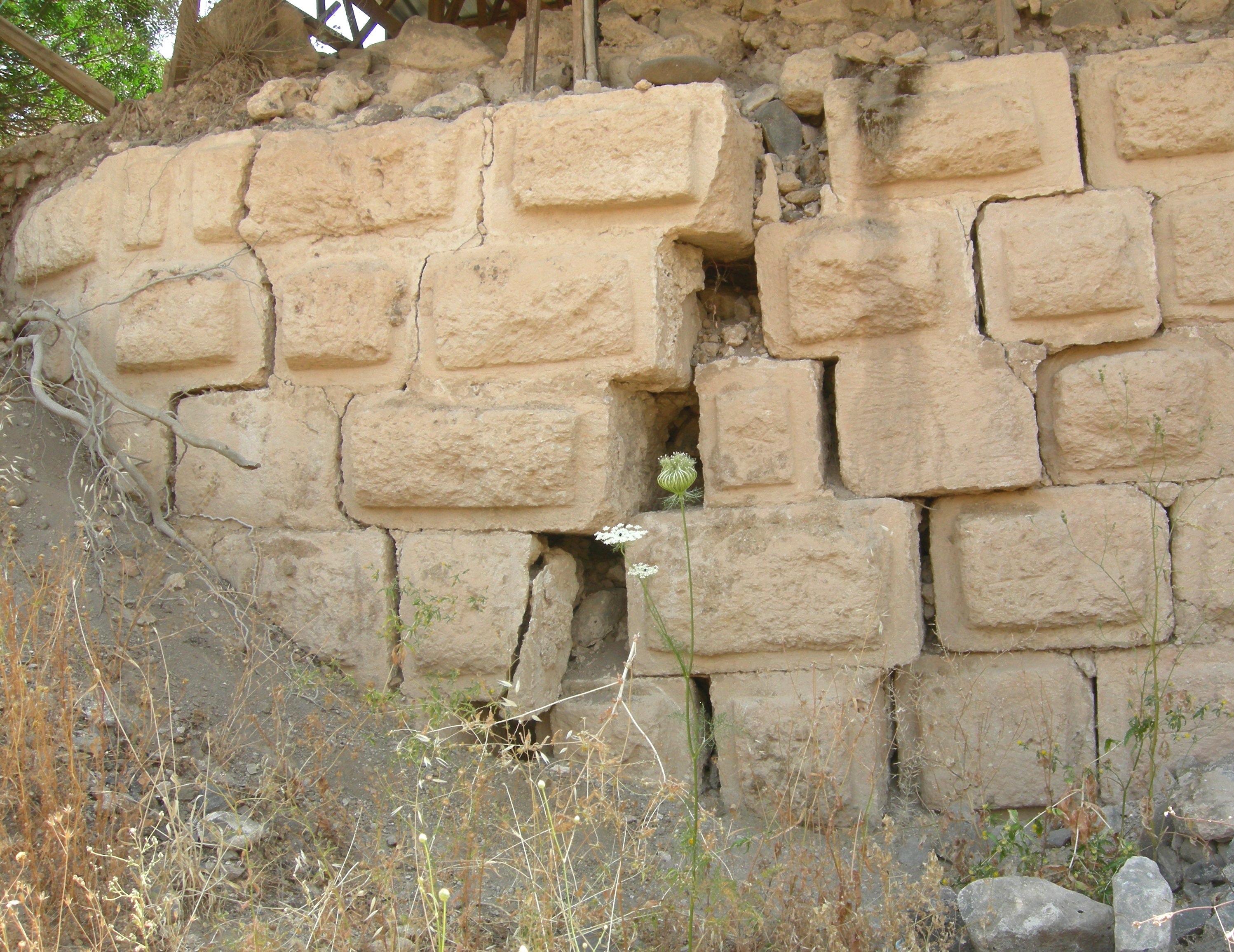
要塞地基的东北角

1179年8月23日，萨拉丁抵达了雅各布津渡，指挥他的部队向城堡射箭，从而开始围攻。当弓箭手分散要塞里的人的注意力之时，萨拉丁的士兵正在地下挖掘一条隧道，以破坏沙斯特莱特要塞东北角的城墙。地道一完工，萨拉丁的军队就向其中填入了大量木头。这种方法通过烧掉隧道支撑物，迫使城墙最终在自重作用下倒塌。然而城墙未能倒塌，因为地道太狭窄了。此方法失败，士兵们不得不用水桶装水来灭火，萨拉丁则每一桶水赏赐一枚金币。火势扑灭后，再次将地道拓宽，并重新点燃。与此同时，鲍德温知悉了这次进攻，从耶路撒冷叫来援军。然而鲍德温与要塞之间的联络非常缓慢，当时围攻已经进行了数天。
城堡中的鲍德温军队开始加强各处城门的防御。随后不久，穆斯林重新将城堡地下的隧道点燃。十字军徒劳地修复城墙，大约在围攻开始6天之后，萨拉丁和他的军队进入这座要塞。到了1179年8月30日，穆斯林入侵者掠夺了雅各布津渡的城堡，并杀死了大部分居民。同日，鲍德温和他的援军自提比里亞出发，只发现了地平线上自要塞直冲而上的浓烟。显然，他们前往拯救700名被杀的骑士、建筑师、建筑工人以及另外800名俘虏为时已晚鲍德温和他的增援部队转头返回提比里亚，萨拉丁则下令将要塞拆除。

## 后续
尽管萨拉丁取得了军事上的胜利，但是它们士兵成为了另一敌人——瘟疫——的受害者。围攻结束后，700名被杀害的十字军的尸体堆在一个土坑中，在八月的高温下开始腐烂，结果一场瘟疫随之降临，杀死了萨拉丁军中大约十名官员。不过，这并未削弱萨拉丁的军事实力。1180年，萨拉丁和鲍德温签字休战穆斯林和十字军签订和平条约七年之后，1187年，萨拉丁在哈丁战役中夺取了耶路撒冷。
一些学者认为，萨拉丁于1179年在雅各布津渡取得胜利之后，耶路撒冷变得非常易于夺取，因为“萨拉丁于1182年、1184年、1187年曾使用过的，通过约旦河穿越提比里亚湖以南的约旦河口进入该王国的路线入口……几乎不设防。”但是那个河口与更北边的雅各布津渡没有什么关系，此外它位于加利利公国首都提比里亞的要塞及十字军军营以南仅十几公里的地方。而这只是加利利东部和约旦河谷的多个十字军据点之一。
夺取耶路撒冷之后，萨拉丁继续在近东取得军事和政治上的胜利，直至与“狮心”理查一世对战。此后，他在1192年被迫求和，并于次年去世。而患有麻风病的国王鲍德温四世在1185年去世，享年23岁。

## 考古
如今，学者和历史学家所知道的雅各布津渡之围的大多数信息是从遗迹中发现的考古证据里得出的。